# 毕宿七
毕宿七，即金牛座71（71 Tau，71 Tauri）是一颗位于金牛座的恒星，距离地球约156光年，
毕宿七是一颗黄白色F-型主序星，视星等为+4.48，